# Beat Mändli
Beat Mändli (Laufen-Uhwiesen, 1 de octubre de 1969) es un jinete suizo que compitió en la modalidad de salto ecuestre.
Participó en tres Juegos Olímpicos de Verano, obteniendo una medalla de plata en Sídney 2000, en la prueba por equipos (junto con Markus Fuchs, Lesley McNaught y Wilhelm Melliger), y el sexto lugar en Atlanta 1996, en la misma prueba. Ganó dos medallas en el Campeonato Europeo de Saltos Ecuestres, plata en 1999 y bronce en 2003.

## Palmarés internacional
| Juegos Olímpicos   | Juegos Olímpicos          | Juegos Olímpicos  | Juegos Olímpicos |
| Año                | Lugar                     | Medalla           | Categoría        |
| ------------------ | ------------------------- | ----------------- | ---------------- |
| 2000               | Sídney (Australia)        | Medalla de plata  | Por equipos      |
| Campeonato Europeo |                           |                   |                  |
| Año                | Lugar                     | Medalla           | Categoría        |
| 1999               | Hickstead (Reino Unido)   | Medalla de plata  | Por equipos      |
| 2003               | Donaueschingen (Alemania) | Medalla de bronce | Por equipos      |